# Schinnen
Schinnen – dawna gmina w Holandii, w prowincji Limburgia. 1 stycznia 2019 wraz z gminami Nuth i Onderbanken utworzyła nową gminę Beekdaelen.

## Miejscowości
Amstenrade, Doenrade, Oirsbeek, Puth, Schinnen, Sweikhuizen.